# Krajan (Jatinom)
Krajan is een bestuurslaag in het regentschap Klaten van de provincie Midden-Java, Indonesië. Krajan telt 3364 inwoners (volkstelling 2010).